# Autorizzazione (diritto)
L'autorizzazione, in diritto, è un atto amministrativo discrezionale con il quale la pubblica amministrazione rimuove i limiti posti dall'ordinamento all'esercizio di una preesistente situazione giuridica soggettiva, previa verifica della compatibilità di tale esercizio con l'interesse pubblico. Attraverso di essa si esercita il potere autorizzatorio; è generalmente concessa con un atto o un provvedimento amministrativo emanato allo scopo.

## Descrizione
Il diritto amministrativo regola i rapporti fra due soggetti di diritto pubblico, ovvero fra un soggetto di diritto pubblico ed un singolo (o una pluralità) di soggetti di diritto privato: in tale secondo caso, vige un rapporto di sovraordinazione (un rapporto non paritetico) dell'interesse pubblico rispetto a quello dei soggetti privati. La nozione di "soggetto" comprende, fra gli altri, le persone fisiche e i soggetti aventi una personalità giuridica.

## Tipologie
In relazione al contenuto l'autorizzazione può essere "modale" se prevede modalità con le quali il diritto possa essere esercitato, o "non modale" se il suo contenuto è vincolato in quanto predisposto da legge e pertanto non suscettibile di limitazioni. In dottrina si discute sulla natura di particolari procedimenti amministrativi. 
Per la maggior parte di questa, pur presentando peculiarità, il nulla osta, l'abilitazione e la registrazione sono forme particolari di autorizzazione. Più controversa è la classificazione della licenza come di un particolare tipo di autorizzazione.
L’autorizzazione sanitaria è un provvedimento della pubblica amministrazione, rilasciata a richiesta degli interessati, che comporta il superamento di una verifica sulle condizioni igienico sanitarie di particolari tipi di attività. Ottenere l’autorizzazione sanitaria è necessario per tutti coloro che intendono iniziare un’attività commerciale in cui vengono trattati alimenti, sia che questi vengano preparati, manipolati, confezionati, sia consegnati o immagazzinati.

## Nel mondo

### Italia
Il diritto amministrativo italiano è solito distinguere fra autorizzazione che rimuove la limitazione all'esercizio di un diritto esistente, concessione di un nuovo diritto.
Con l'autorizzazione la pubblica amministrazione permette l'esercizio a chi è già titolare di un diritto esistente in virtù di una norma, e rimuove eventuali limitazioni all'esercizio di tale diritto: questo aspetto distingue l'autorizzazione dalla concessione, secondo la concezione tradizionale della dottrina italiana.

La licenza è qualificata come un tipo di autorizzazione ad un'attività che inerisce una categoria particolare di diritti, quali sono le libertà fondamentali od il diritto di proprietà su determinati oggetti. La legge n. 241/1990, nell'ambito della semplificazione amministrativa, ha previsto due nuovi meccanismi per diminuire l'onere dell'autorizzazione prevedendo:
- Denuncia in luogo di autorizzazione, per la quale in luogo del conseguimento dell'autorizzazione l'interessato produce un'auto-denuncia di inizio attività, rispetto alla quale l'amministrazione deve effettuare i controlli autoritativi entro un termine certo;
- il meccanismo del silenzio-assenso, per il quale l'autorizzazione si ha per concessa se la pubblica amministrazione non risponde entro un termine certo dalla presentazione della domanda.

Il silenzio-assenso preclude la libertà dei concorrenti di adire la giustizia amministrativa, poiché il procedimento amministrativo è interamente scritto e può essere azionato soltanto con l'impugnazione di un atto amministrativo quale evidentemente l'istanza autorizzativa depositata da un privato e priva di qualsiasi feedback da parte della pubblica autorità decidente.
I provvedimenti autorizzativi trovano fondamento nell'art. 41 della Costituzione che presuppone un regime di libertà d'impresa a favore dell'avente diritto autorizzato ad esercitare. Il rilascio dell'autorizzazione può essere subordinato alla mera verifica puntuale di una serie di requisiti oggettivi (ad es.: rilascio del passaporto a tutti coloro che hanno compiuto il decimo anno di età, salvo fattori ostativi previsti dalla legge) oppure subordinate alla discrezionalità tecnica della verifica di un risultato certo in termini di presupposti e requisiti legali (es. esami per l'abilitazione di un ordine professionale).

In genere, tale risultato deve essere già stato conseguito prima del rilascio dell'autorizzazione; nel caso delle autorizzazioni con funzioni conformative, dette anche autorizzazioni ablatorie (es. licenze per operatori di telecomunicazioni, per attività con rischi di inquinamento ambientale), il risultato deve essere conseguito secondo modalità determinate dall'amministrazione ed entro un certo tempo successivo al rilascio dell'autorizzazione stessa.
Il Piano di Rinascita Democratica della Loggia Massonica P2 contempla appunto l'introduzione del silenzio-assenso come principio generale dell'ordinamento giurisdizionale italiano.
La legge 229/2003, fin dalla versione iniziale depositata dall'ex ministro Frattini, fissava un principio generale che prevedeva «l'eliminazione generalizzata degli interventi amministrativi autorizzatori e delle misure di condizionamento della libertà individuale», tendendo a sostituirli con un uso generalizzato della Dichiarazione di inizio attività e del silenzio-assenso introdotti con la l. 241/1990. La norma fu letta come una dichiarazione programmatica per le future deleghe legislative del Parlamento, sebbene avesse previsto eccezioni per una serie di ambiti di interesse pubblico. Secondo lo stesso disegno di legge, la tipicità degli atti amministrativi e le autorità amministrative indipendenti avrebbero dovuto essere sostituite «dall'autoconformazione dei privati a modelli di regolazione», i quali avrebbero dovuto ispirarsi principalmente all'autodisciplina degli operatori di settore e all'autoregolamentazione delle associazioni di categoria, tenendo in qualche misura conto delle best practice internazionali.

## Autorizzazioni generali
Il diritto comunitario ha incoraggiato la trasformazione delle concessioni in autorizzazioni, con particolare riferimento alla legge 191/1998.
Le autorizzazioni generali sono divenute lo strumento di elezione per tutti settori liberalizzati. La loro adozione è prevista come regola in tutti i casi in cui non sia esplicitamente contemplato il ricorso ad una licenza individuale.
Consentono il rispetto di obiettivi di interesse pubblico di natura non economica, a patto di non imporre barriere all'entrata di nuovi operatori economici nel mercato. Il divieto imposto dal diritto comunitario include l'aumento dei costi fissi non evitabili che allontana nel tempo il conseguimento del punto di pareggio, risultano non sostenibile per quanti non dispongono del capitale proprio e di un adeguato accesso al capitale di terzi.
Per le autorizzazioni generali vige il principio del silenzio-assenso, a decorrere dalla quarta settimana dal deposito della richiesta.
In Italia, sono forniti su autorizzazione generale i servizi postali (d. lgs. 261/99), relativamente alle attività di raccolta, trasporto, smistamento, distribuzione di pacchi di peso superiore a 20 kg, servizio espresso, fra gli altri. Nei servizi di telecomunicazione, tale strumento vige per tutti i servizi al pubblico diversi dalla telefonia vocale e dall'installazione e fornitura di reti pubbliche di tlc. La delibera Agcom n. 167/00 ha autorizzato la vendita di capacità a gruppi chiusi di utenti mediante il rilascio di autorizzazione generale ai rispettivi fornitori e laddove i servizi di accesso siano svolti in base alla Dichiarazione di Inizio Attività.

## Licenze individuali
Persone fisiche
Fino agli anni Novanta e alle prime liberalizzazioni, la licenza era il provvedimento autorizzativo necessario
per esercitare qualsiasi attività commerciale che poteva essere acquistato presso un privato, precedente titolare di un'attività. L'unico requisito di base era il possesso del diploma di scuola media inferiore. La legge ha abolito l'obbligo e la validità delle licenze per numerose attività commerciali. La licenza era vista come una forma di contingentamento delle quote di mercato, una barriera all'ingresso di nuovi operatori economici nei mercati liberalizzati, contraria alla libertà di iniziativa economica, alla concorrenza e al libero mercato.
Per l'esercizio di alcune professioni (es. corso di diploma trinella per parrucchiere), è rimasto l'obbligo del possesso di una qualifica professionale, al termine di un percorso di studio e tirocinio formativo.
Persone giuridiche
Le licenze individuali sono autorizzazioni utilizzate in funzioni di controllo, rilasciate per imporre obblighi specifici (es. obblighi di servizio universale e di fornire accesso speciale alla rete, es d.P.R. n. 318/97) e attribuire diritti (es. diritto a installare o fornire reti pubblici di telecomunicazioni).
La loro adozione deve essere residuale, secondo il diritto comunitario. Devono essere previste da una norma primaria e l'eventuale contingentamento del numero di licenze deve essere giustificato dalla presenza di vincoli oggettivi. Quando il numero di licenze disponibili è limitato, esse devono essere attribuite con gara (es. gara per l'aggiudicazione delle licenze UMTS).
Le licenze non sono oggetto né del silenzio-assenso né della Dichiarazione di Inizio Attività, la cui data di avvio decorre dal rilascio della licenza stessa. Malgrado queste differenze, lo strumento dell'autorizzazione resta quello al quale la fattispecie delle licenze è più ragionevolmente ascrivibile.

Le licenze non possono essere qualificate come un tipo di concessione perché intervengono in settori liberalizzati non disciplinati da riserva di legge. Nei settori non riservati, permettono di imporre vincoli maggiori rispetto alle autorizzazioni conosciute nell'ordinamento italiano.